# Злинка альпійська
Злинка альпійська (Erigeron alpinus) — вид рослин із родини айстрових (Asteraceae).

## Біоморфологічна характеристика
Багаторічна трав'яна рослина 5–40 см заввишки. Стебла від зелених до пурпуруватих, прямовисні чи висхідні, запушені чи голі, прості чи з кількома гілками на верху. Листки цільні, прикореневі й стеблові. Прикореневі листки 1–12 × 0.3–1.2 см, волохаті з обох боків (але іноді найстаріші листки голі), ланцетні, з цільними краями, середня жилка і верхівка пурпурово-коричневі, верхівка від тупої до гострої. Стеблові листки ланцетні. Квіткові головки поодинокі чи 2–6 кінцевих. Діаметр головчатого суцвіття 1.5–3 см. Квітки в кошику 3 типів: крайові — маточкові, язичкові (з довгим рожевим язичком); наступні за ними — також маточкові, але вузько трубчасті, незабарвлені; серединні — трубчасті, двостатеві. Променеві квіточки рожеві чи пурпурові, рідкісно білі; трубчасті квітки зелено-жовті. Листочки обгортки рідко повстяні, зелені. Плоди 2–3 мм завдовжки; папус 3–5 мм, білий, жовтуватий чи червонуватий. Період цвітіння: липень — вересень. 2n=18.

## Середовище проживання
Росте у Європі, Західній Азії, Східній Африці — Франція, Андорра, Іспанія, Німеччина, Швейцарія, Австрія, Ліхтенштейн, Італія, Польща, Словаччина, Словенія, Боснія і Герцеговина, Сербія та Косово, Македонія, Албанія, Румунія, Болгарія, Греція, Україна, Північний Кавказ, Грузія, Азербайджан, пн. Іран, Ефіопія (високі гори), Кенія (гора Кенія).
Населяє субальпійські й альпійські луки, пасовища й високогірні скелі, на різних субстратах, від 1200 до 3000 м.
В Україні вид зростає по вапнякових схилах у субальпійському поясі та зоні криволісся — у Карпатах (хр. Чорногора; гора Піп Іван Мармароський).

## Використання
Використовується в альпінаріях.